# 756
Évszázadok: 7. század – 8. század – 9. század
Évtizedek: 700-as évek – 710-es évek – 720-as évek – 730-as évek – 740-es évek – 750-es évek – 760-as évek – 770-es évek – 780-as évek – 790-es évek – 800-as évek
Évek: 751 – 752 – 753 – 754 –  755 – 756 – 757 – 758 – 759 – 760 – 761

## Események

### Európa
- V. Kónsztantinosz bizánci császár megerődíti a bolgár határt és a szíriai határvidékről keresztényeket telepít oda. Kormiszos bolgár kán ezt a békeszerződés megsértésének tekinti és cserébe pénzt követel. Amikor nem kapja meg, egészen Konstantinápolyig dúlja Trákiát. A császár hadsereget küld ellene és marcellaei csatában legyőzik a bolgárokat, Kormiszos kénytelen békét kötni. A bolgár arisztokrácia emiatt megbuktatja a kánt, helyét Vineh veszi át (a kánok uralkodásának ideje, sőt sorrendje bizonytalan, a források eltérően adják meg őket). Az új kán azonban nem tudja megszilárdítani hatalmát, a bolgárok belső válsága két évtizedre elhúzódik.
- Aistulf longobárd király előző évi ígéretét megszegve nem adja át Ravennát a pápának, sőt január 1-én ostrom alá veszi Rómát. II. István ismét Kis Pippin frank királytól kér segítséget, aki áprilisban ismételten benyomul Itáliába és legyőzi a longobárdokat. Aistulf ezúttal kénytelen írásban kötelezni magát a volt Ravennai Exarchátus átadására (megalapozva ezzel a leendő Pápai Államot), valamint túszokat ad és adót fizet a frankoknak.
- Decemberben Aistulf vadászat közben leesik a lováról és egy fának ütközve olyan súlyosan megsérül, hogy három nap múlva meghal. Az általa kolostorba záratott Ratchis volt király  megpróbálja visszaszerezni trónját, de a hatalmat végül a pápa támogatásával Desiderius toszkánai hercegnek sikerült megszereznie.
- Az előző évben hatalomra jutó Galla Gaulo velencei dózsét elűzik és ahogyan elődjével tette, őt is megvakítják és száműzik. Helyére Domenico Monegariót választják.
- Eadberht northumbriai király és a pikt I. Óengus közösen visel hadat Strathclyde britonjai ellen. Súlyos vereséget szenvednek, majdnem egész seregük odavész.
- Meghal Cuthred wessexi király. Utóda távoli rokona, Sigeberht.
- Andalúziában az omajjád Abd al-Rahmán ibn Muávija herceg összegyűjti támogatóit és ellenállás nélkül bevonul Sevillába. Eközben a tartomány önállósodott kormányzójának, Júszuf ibn Abd al-Rahmán al-Fihrínek Zaragozában kell levernie egy felkelést, majd a baszkoktól szenved el kisebb vereséget. Ezután Abd al-Rahmán ellen fordul, de Córdoba mellett döntő vereséget szenved. Menekülés után összeszed egy nagy, de csekély harcértékű sereget, de ismét legyőzik, Toledo mellett elfogják és fejét Córdobába küldik. Abd al Rahmán kikiáltja magát Andalúzia emírjének.

### Abbászida Kalifátus
- Al-Manszúr kalifa 3000 arab zsoldost küld Kínába az An Lu-san felkelésével küzdő császár megsegítésére.
- A kalifa követeket küld Konstantinápolyba, hogy tárgyaljanak a hadifoglyok cseréjéről.
- A kalifa kivégezteti Ibn al-Mukaffa perzsa filozófust, mert sértőnek találja az általa írt politikai kérvény nyelvezetét.

### Kína
- A Lojangot elfoglaló An Lu-san tábornok császárrá kiáltja ki magát és megalapítja a Jen-dinasztiát. Kétszázezres seregét a főváros, Csangan felé küldi, de maga betegsége miatt (rendkívül kövér volt, fokozatosan megvakult és fekélyei is voltak, így feltehetően cukorbetegségben szenvedett) Lojangban marad. Hszüan-cung császár a fővárosból Szecsuánba menekül, ahol a testőrsége meggyilkolja Jang Kuo-csung kancellárt, akit a kaotikus helyzet felelősének tartanak. A felkelők elfoglalják és kifosztják Csangant.
- A császár Lingvu városába menekült fiát, Li Henget a hadsereg császárrá kiáltja ki, ő pedig felveszi a Szu-cung uralkodói nevet. Az idős Hszüen-cung ennek hallatán lemond a trónról fia javára.

## Születések
- Tifliszi Abo, keresztény mártír
- Abú Nuvász, arab költő
- I. Ibráhim ibn al-Aglab, az Aglabida-dinasztia alapítója

## Halálozások
- június 4. - Sómu, japán császár
- Aistulf, longobárd király
- Cuthred, wessexi király
- Jang Kuj-fej, Tang Hszüan-cung kínai császár ágyasa
- Ibn al-Mukkafa, perzsa filozófus
- Vang Csang-ling, kínai költő

## Fordítás
- Ez a szócikk részben vagy egészben  a(z)   756 című angol Wikipédia-szócikk ezen változatának fordításán alapul.  Az eredeti cikk szerkesztőit annak laptörténete sorolja fel. Ez a jelzés csupán a megfogalmazás eredetét és a szerzői jogokat jelzi, nem szolgál a cikkben szereplő információk forrásmegjelöléseként.